# Hélène Berr
Hélène Berr (Paris, 27 de março de 1921 – Bergen-Belsen, 1 de abril de 1945) foi uma jovem judia francesa que documentou sua vida em um diário pessoal durante a Segunda Guerra Mundial. Ficou conhecida como a "Anne Frank francesa".

## Biografia

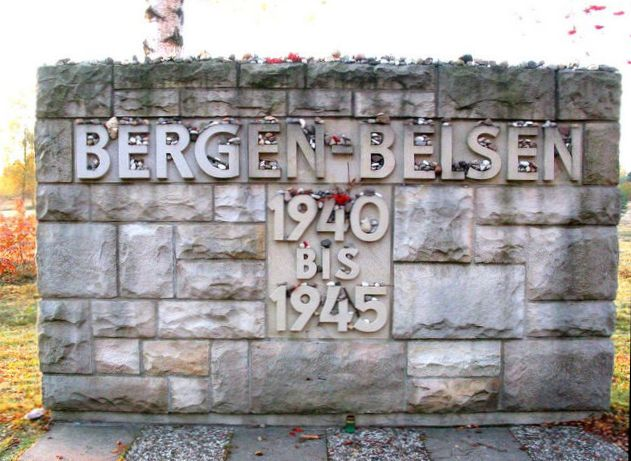
A entrada de Bergen-Belsen

Hélène nasceu em Paris, em 1921, de uma família judia há muito tempo assentada na França. Tocava violino desde pequena e estudou literatura russa e inglesa na Sorbonne Université. Estava prestes a se formar, mas foi impedida de prestar as provas finais devido às leis anti-semitas que o regime de Vichy implementou no país. Era membro ativo na Organização Geral de Judeus da França.

## Captura e morte
Em 8 de março de 1944, Hélène e seus pais foram capturados e enviados para o campo de deportação de Drancy. De lá, foram enviados para o campo de concentração de Auschwitz em 27 de março de 1944. No começo de novembro de 1944, Hélène foi transferida para o campo de Bergen-Belsen, onde morreu em abril de 1945, apenas cinco dias antes da liberação do campo pelas forças aliadas.

## O diário

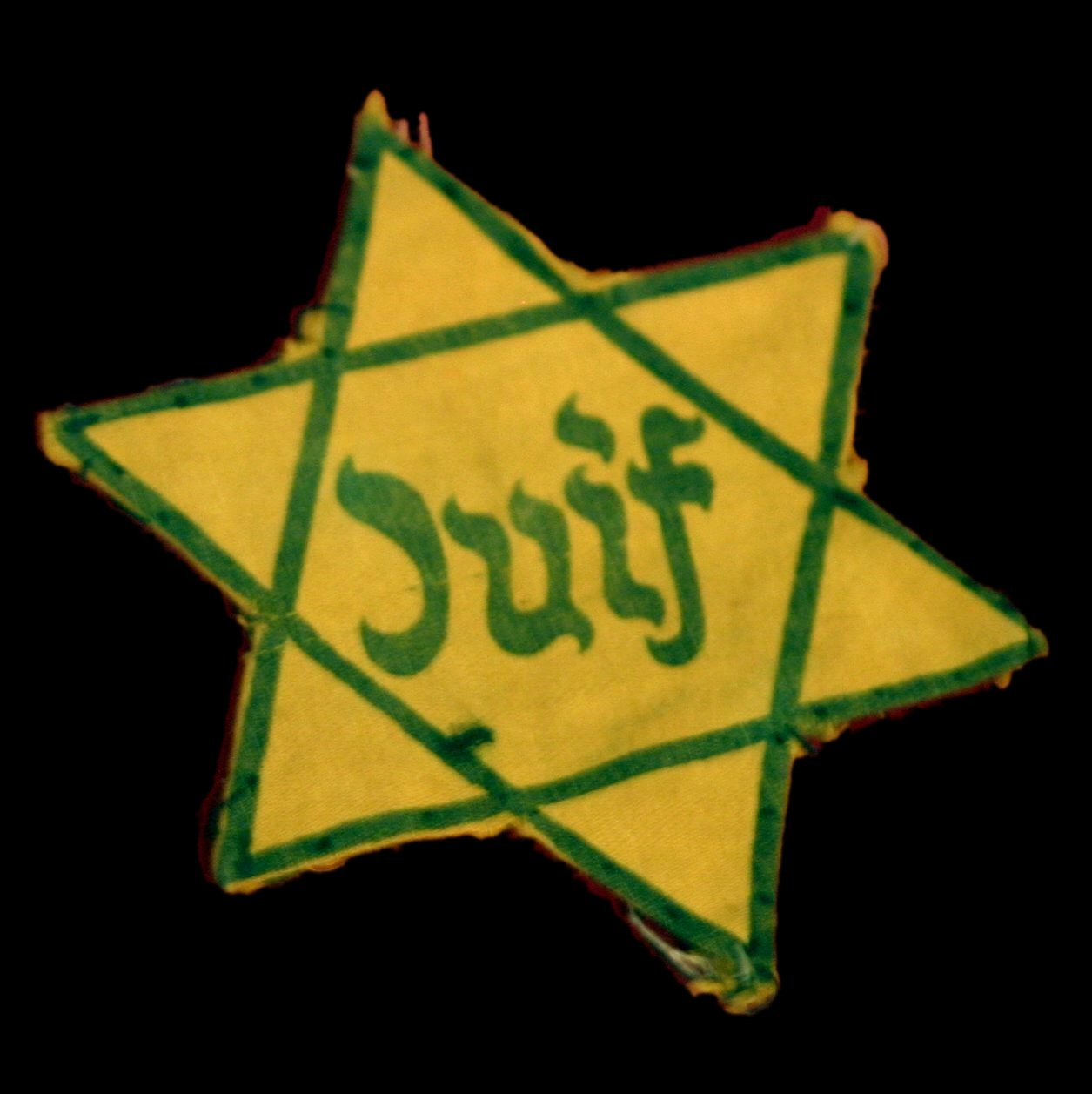
Estrela amarela obrigatória aos judeus.

Hélène começou a escrever um diário de 7 de abril de 1942, aos 21 anos. O que ela anota, principalmente, é sobre as paisagens ao redor de Paris, seus sentimentos por um jovem rapaz, Gérard, a convivência com seus amigos e as aulas da faculdade. Ela gostava de ler e falar de literatura com amigos e familiares, gostava de música e de tocar violino, que eram parte significativa de sua vida social e cultural. Em algum momento de 1942, ela se apaixonou por Jean Morawiecki, que também gostava de Hélène, mas juntos decidiram que ele deveria deixar a capital francesa para se juntar à França Livre.
Em meio a citações de William Shakespeare, John Keats e Lewis Carroll, os ares da guerra parecem apenas um pesadelo distante. Aos poucos, Hélène começa a perceber que a situação vem se agravando. Ela escreve que os judeus foram obrigados a usar a estrela amarela costurada às roupas e que foram expulsos dos espaços públicos, sofrendo com espancamentos e expulsões, bem como abusos.
A opressão contra os judeus se intensificou, mas a solução final dos nazistas nunca ficou clara para o público. Hélène trabalhava como voluntária em um orfanato e não entendeu porque mulheres e crianças estavam sendo incluídas nas deportações para os campos. Ela ouvia rumores sobre câmaras de gás e temia por seu futuro:
| “ | Vivemos hora a hora, mas não dia a dia. | ” |

Sua última anotação no diário é sobre uma conversa com um ex-prisioneiro de guerra alemão. O diário termina em 15 de fevereiro de 1944, com uma citação de Macbeth:
| “ | Horror! Horror! Horror! | ” |

O diário foi escrito em francês, mas tem várias passagens em inglês. Hélène pediu que seus escritos fossem entregues ao seu noivo, Jean Morawiecki, depois de sua morte. Posteriormente, Jean se tornaria diplomata. Em novembro de 1992, a sobrinha de Hélène, Mariette Job, decidiu encontrar Jean com a ideia de publicar o diário. Ele lhe entregou as 262 páginas em abril de 1944. O diário está no Museu da História do Holocausto desde 2002.
Na França, ele foi publicado em novembro de 2008, onde foi imediatamente comparado ao Diário de Anne Frank, ainda que sejam diferentes na escrita e no conteúdo. No Brasil, ele foi publicado pela editora Objetiva, em 10 de julho de 2008.